# Археология Древней Фракии
Археология Древней Фракии — вся археология территориальной Фракии от начала эпохи раннего железного века (XI в до н. э. для данного региона) до вхождения Фракии в состав Римской Империи в I в н. э. Понятие археологии Древней Фракии в первую очередь территориальное, а не этническое, то есть его не следует путать с археологией всех фракийских племен. Специфика термина происходит из-за различия в методологии среди ученых разных стран, которые исследуют эту территорию.

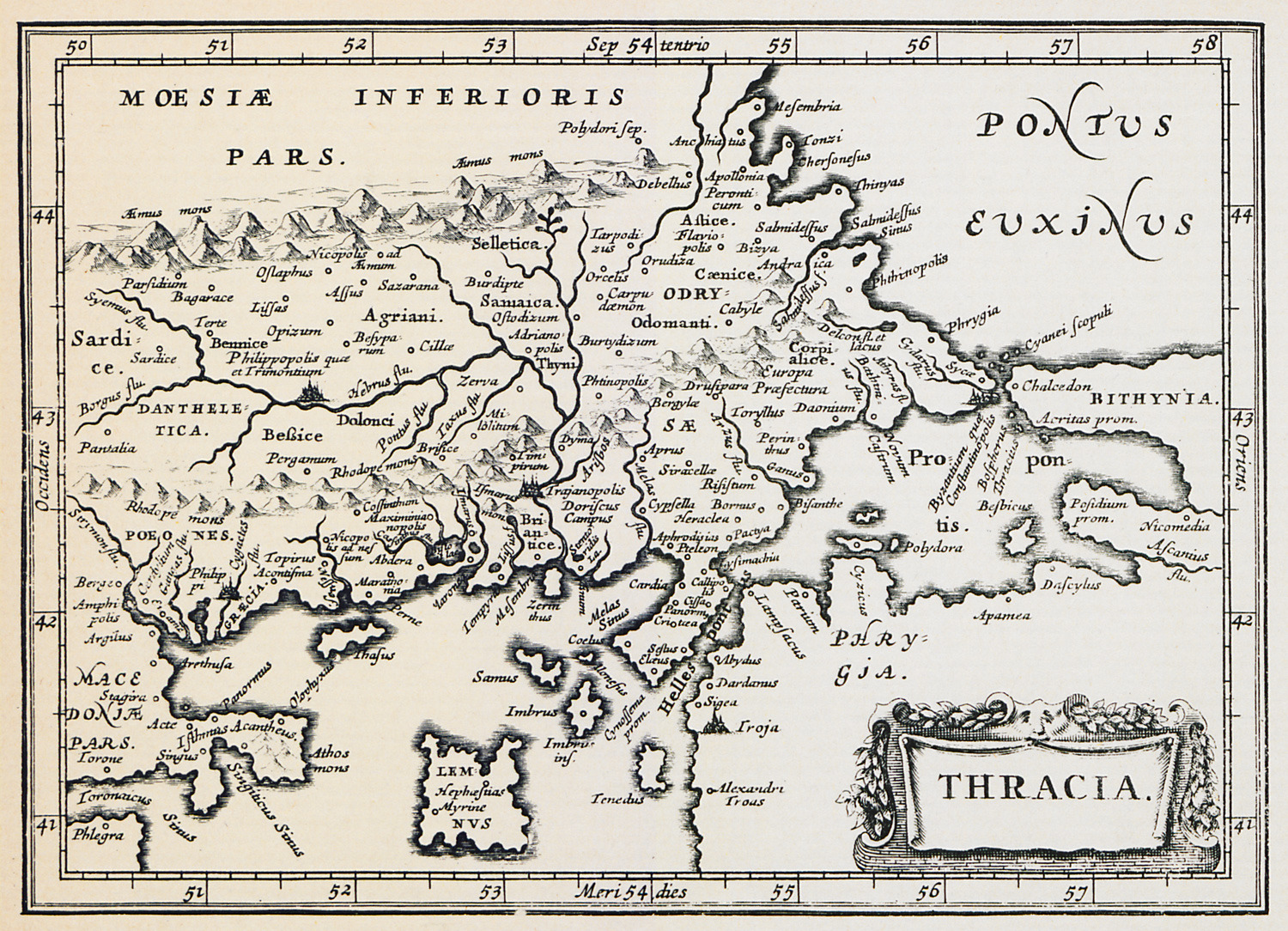
Thracia — Laurenberg Johann — 1661

## География
По наиболее общим оценкам, географические границы Фракии проводятся от Дуная на севере до Эгейского моря на юге (южная граница Фракии полностью соответствует греческой провинции Западная Фракия) и от Пиринского и Витушского горных массивов на западе до Черного моря и проливах Боспор и Дарданеллы на Востоке. Если судить по границам на момент начала XXI века, в территорию Фракии полностью входит Болгария, частично Греция (провинция Западная Фракия), частично Турция (провинция Восточная Фракия, соответствующая всей европейской географической части страны), а также некоторые территории Румынии и Сербии.
Географическое расположение Фракии на стыке Европы и Азии было зоной интересов различных государств и культур. Речная сеть (нижние течения Стримона, Нестоса и Хевроса) южной Фракии влияла на экономическую и политическую ориентацию региона, что способствовало зарождению контактов и торговых путей с Эгейскими и Средиземноморскими регионами.

## Историография
Первые раскопки территории датируются уже XVI в: в 1584 г французский посол в Османской Империи Жак де Жерминьи с одобрения султана раскопал фракийский курган недалеко от Филипполя и обнаружил человеческие кости и оружие, которые были отправлены королю Генриху III.
Столетие спустя, в 1679—1689 гг, офицер венецианской армии граф Луиджи Фердинандо Марсильи, который был послан в Османскую Империю с дипломатической миссией, оставил описания своих путешествий. Он составил карты древних поселений и памятников в нижнем течении Дуная, а также обнаружил остатки одного из крупнейших римских городов Ульпии Эскус в провинции Нижняя Мезия. В ее окрестностях Марсильи раскопал несколько курганов и предоставил информативные рисунки и описания.
В 1752 году французский филолог и нумизмат Феликс Кэри опубликовал книгу «История в монетах царей Фракии и Боспора». Книга стала первым целостным исследованием истории Древней Фракии, а ее нумизматические аспекты вызвали оживленные дискуссии в научном сообществе.
Бернард Гисеке в 1858 году опубликовал монографию, посвященную взаимоотношениям фракийцев и пеласги. В 1868 году Альбер Дюмон организовал первую научную археологическую экспедицию, специально посвященную фракийцам.
После освобождения территорий от Османской империи в 1878 году формируется болгарская археологическая школа. Она ведет свое происхождение от чешских ученых и интеллектуалов, среди которых — братья Карел и Херменгильд Шкорпилы, Константин Иречек, а также ориенталист и лингвист Вильгельм Томашек.
В начале XX века одним из ведущих ученых стал Гаврил Кацаров, болгарский античный историк и археолог. Он опубликовал ряд статей и книг о культурной и политической истории Фракии, а также в 1938 году монографию о Фракийском всаднике с полным каталогом вотивных рельефов. Другие известные ученые этого времени — Василе Пырван и Богдан Филов.
С начала двадцатого века на территории северных Балкан работали также английские и американские исследователи: Фредерик Уильям Хаслак, Стэнли Кассон, Карл Лемманн и др. Из российских ученых археологии и изобразительному искусству Фракии посвятил несколько работ антиковед М. И. Ростовцев.
После Второй Мировой Войны одним из ведущих учебных заведений по исследованию античности стала кафедра всеобщей истории Софийского университета. В 1972 г был основан Институт Фракологии в Болгарии, в 1979 г — в Румынии.
В направлениях исследований этого периода можно выделить ряд аспектов: исследование размещения фракийских племен и взаимоотношений между ними, их культуры и искусства; греческая колонизация (апойкизация), взаимоотношения фракийцев с греками; возникновение Одрисского государства, его социально-экономическое и политическое развитие; взаимоотношение Фракии со скифами и другими племенами и государствами; македонская гегемония и фракийские земли; фракийская диаспора; Фракия во время римской экспансии на Балканы, завоевание Римом фракийских земель и образование провинции Фракия, ее дальнейшая история и культура в составе Римской империи.
С 1972 г на базе института фракологии БАН стали регулярно проводиться международные конгрессы. Одновременно в 1970-х годах Болгария начала организовывать международные выставки, где демонстрировались фракийские ценности, которые хранились преимущественно в странах Западной Европы. Эти инициативы в итоге принесли всемирную известность фракийскому наследию и помогли постепенно преодолеть связанную с Холодной войной международную изоляцию ученых.

## Поселения
Большая часть селищ и городищ Древней Фракии эпохи раннего железного века являются прямым продолжением памятников позднего бронзового века. В основном они расположены на холмах или равнинах в непосредственной близости от водоемов. Также распространены памятники в горных местностях, которые были центрами добычи и обработки таких металлов, как медь, олово, серебро и золото. Примечательно, что зачастую фракийские поселенческие памятники первой половины I тыс. до н. э. располагались либо в непосредственной близости или же прямо около культовых мест и святилищ.
По данным раскопок поселений близ городов Карнобат, Шумен, Пшеничево и некоторых других, основным материалом для строительства жилищ и хозяйственных построек в первой половине I тыс. до н. э. были дерево и глина. Дома представляли из себя квадратную или прямоугольную конструкцию из деревянных жердей, соединенных деревянным плетением и отштукатуренных глиной. Единственной каменной деталью в таких постройках мог быть цоколь.
Фортификация фракийских городищ и немногочисленных городов близка к общегальштатской. Городища первой половины I тыс. до н. э. представляли из себя поселение, окруженное рвом, валом и, как правило, частоколом, который, в свою очередь, мог иметь каменные детали с внешней стороны. Также они зачастую могли иметь и деревянные крепостные башни. Немногим позже начали появляться стены и башни из сырцовых кирпичей на каменном цоколе. Подобная эволюция фракийских городищ была прослежена археологами на таких памятниках, как Кабиле и Пловдив. Большое количество уничтоженных поселений, а также эволюция укреплений городищ Фракии служит маркером того, что между племенами Фракии в раннем железном веке происходили постоянные военные столкновения.
Изменения в поселенческой археологии Фракии начинают происходить с VI—I века до н. э. В VI веке, в связи с греческой колонизацией восточной части Эгейского моря и Причерноморья, население Фракии, в частности прибрежное, начинает эллинизироваться, что не могло не сказаться на развитии поселений. Этот период ознаменован началом централизации власти среди фракийских племен, формируется Одрисское Царство. Многие городища — к примеру, городище близ села Васил Левски, а также у городов Пловдив и Кабиле, — превращаются в крупные города с общественными постройками и резиденциями вождей и царей, развивается монументальная архитектура. Большая часть зданий внутри крепостных стен начинают строиться либо из камня, либо из кирпича. Фортификационные сооружения тоже претерпевают серьезную эволюцию. Крепостные стены становятся значительно толще, зачастую они также построены из камня или же кирпича, то же самое касается и башен.

## Погребения
Для фракийцев были характерны курганные, бескурганные могильники, а также дольмены.
В погребальных памятниках Фракии периода всего железного века известны захоронения как с ингумацией (чаще в каменных гробах), так и с кремацией. При раскопках могильников с трупоположением довольно часто встречается «обряд обезвреживания мертвого», когда тело умершего человека расчленяли, после чего оно захоранивалось, особенно данный обряд был распространен в погребальных памятниках на территории гор Странджи, а также на Северо-Востоке Фракии.
В погребениях с кремацией чаще всего урной служили глиняные и оловянные сосуды, последние иногда могли быть частично посеребренными или позолоченными. В некоторых случаях эти урны могли находиться в небольших каменных ящиках или сундуках цистах. Интересно, что подобного рода традиция на данных территориях сохраняется вплоть до времени раннего Средневековья, что подтверждается раскопками курганов близ водохранилища Чаталка.
Интерес для исследователей представляют фракийские дольмены, пик распространения которых приходится на период раннего железного века (XI—VI в. д.н. э.). Они распространены в восточной, северной Фракии, в горах Странджи, также несколько дольменов было найдено на греческом острове Самотраки. Часто исследователи находят их под насыпью в курганах раннего железного века.

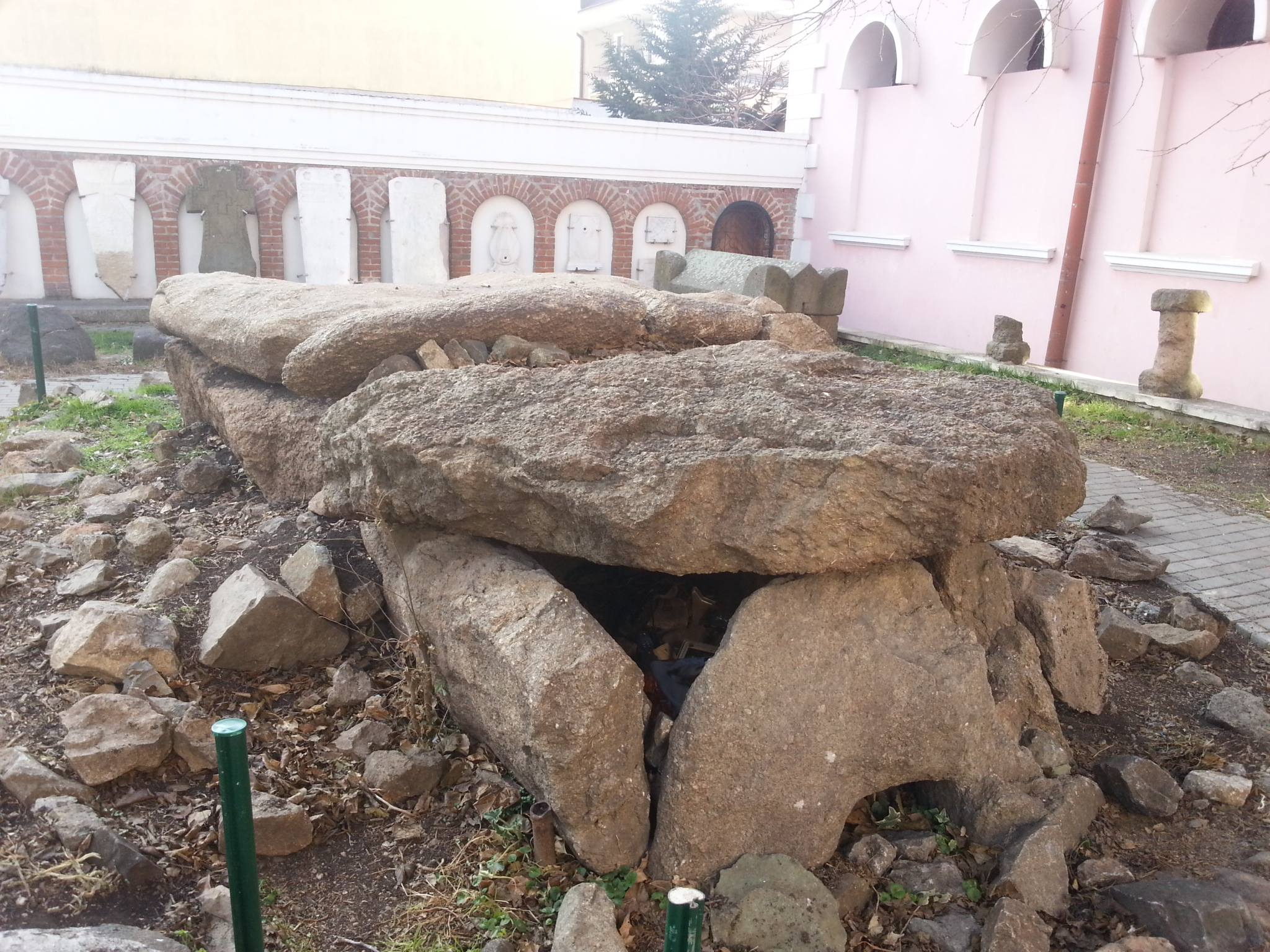
Thracian dolmen from village Belevren in the lapidarium of Burgas, Bulgaria

Почти все фракийские погребения имеют инвентарь: обычно это сосуды с крупой, останки животных, предметы быта, как например ножи и реже монеты.
Широко известны воинские, жреческие и царские погребения Фракии. Почти все они являются подкурганными (реже дольменными), в основном выполнены по обряду ингумации, в некоторых случаях вместо гроба могла использоваться колесница. В них встречается большое количество оружия, предметов из золота и серебра, инсигнии (для жрецов и вождей), множество предметов импорта, как правило, из Греции. Такие погребения появляются в VI в. до н. э.

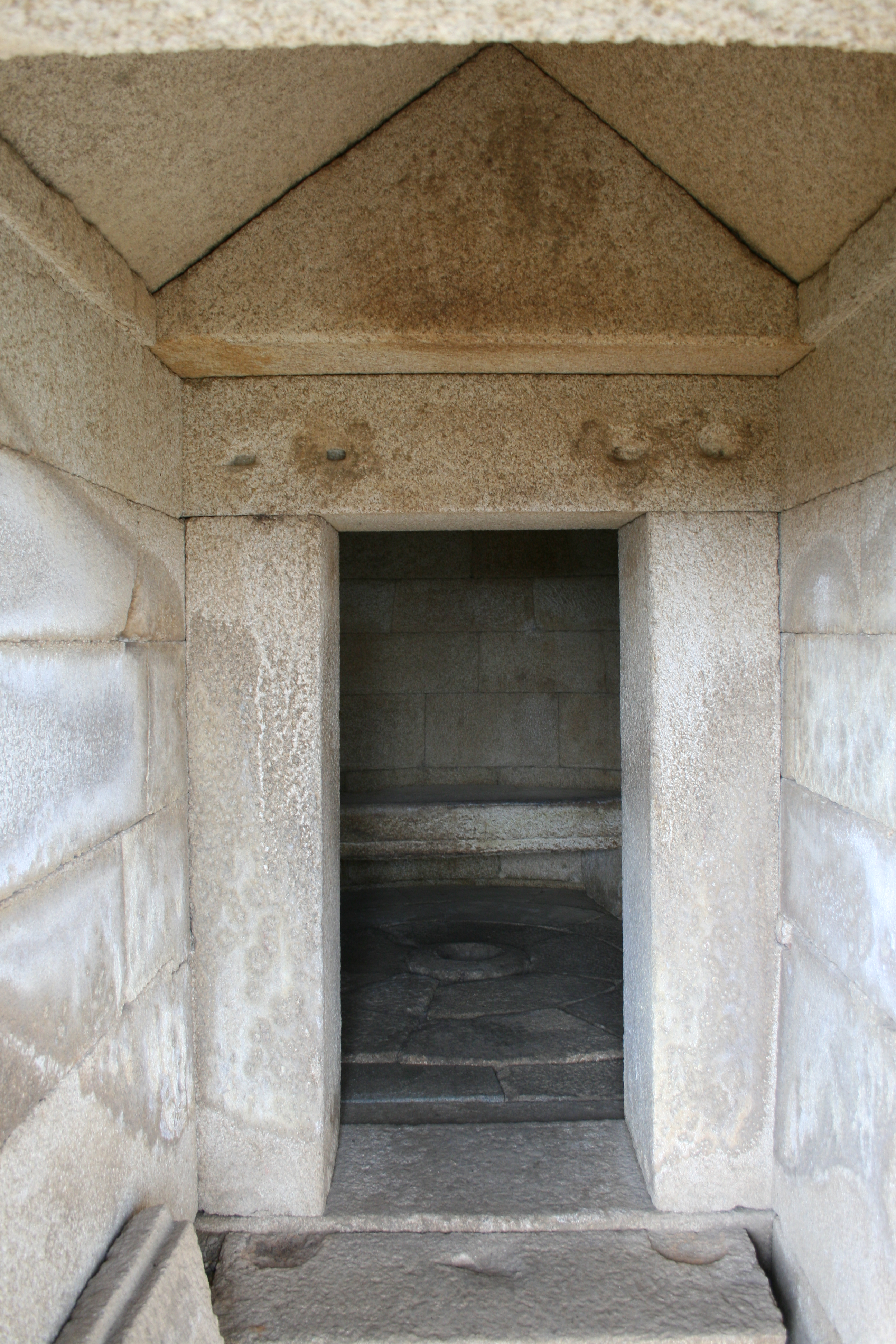
Вход в некрополь казанлыкского кургана

Большая концентрация воинских и царских захоронений наблюдается в Казанлыкской котловине, из-за чего это место получило неофициальное название «Долина фракийских царей». Наиболее богатым из захоронений является Казанлыкский курган, который был местом погребения Одрисского царя Ройгоса, жившего в начале III века до н. э.

## Вооружение и амуниция
Характерный облик оружия фракийцев — изогнутый клинок, заточенный с внутренней стороны.
Одним из вариантов такого оружия является ромфея — длинный изогнутый фракийский меч, напоминающий больших размеров боевой серп. Общая длина оружия могла составлять 120—140 см. Несмотря на большие размеры, ромфея могла часто использоваться со щитом, так как не была очень тяжелой.

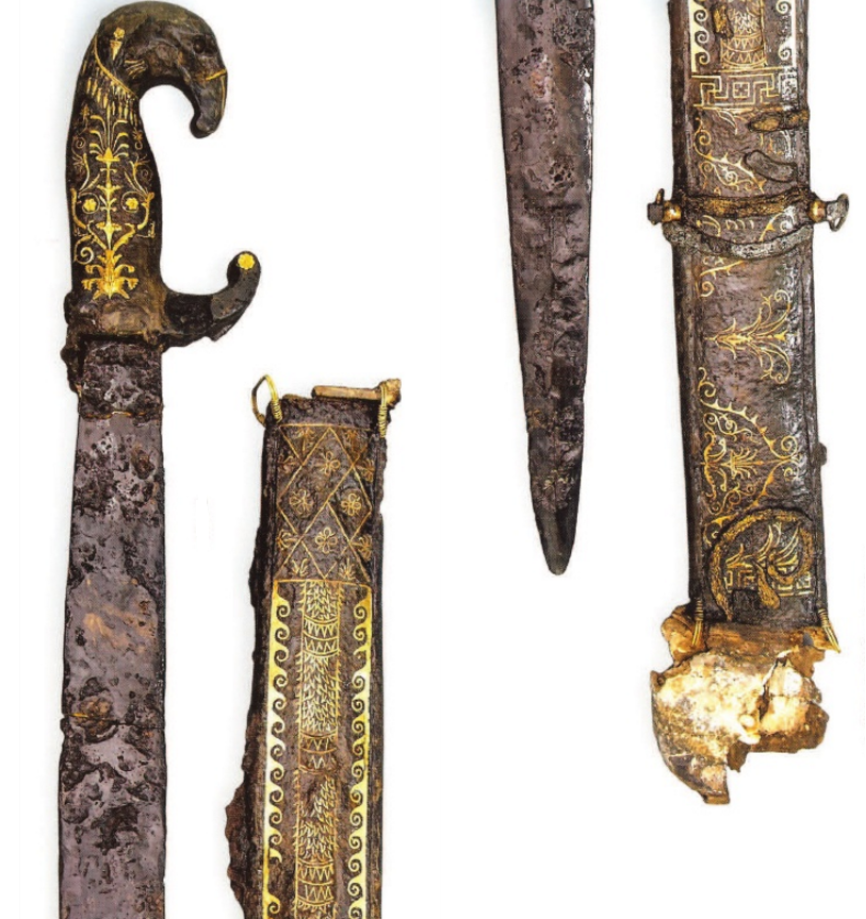
The sword of Seuthess III

Еще одним известным фракийским оружием была сика, которая могла использоваться и как меч, и как кинжал. Средняя длина сики составляла около 45 см. Данное оружие получило широкое применение за пределами Фракии, в особенности оно стало известным из-за гладиаторских боев, где сиками вооружались фракийские гладиаторы. Многие экземпляры были найдены в Северном Причерноморье, на Ближнем Востоке, в Восточной Европе и в Италии.
Среди клинкового оружия у фракийцев железного века также встречаются греческие типы мечей, как ксифосы и мохайры. Чаще всего подобное оружие встречается в курганах «долины фракийских царей» в Казанлыкской котловине. С IV по I века до н. э., с кельтской экспансией, у фракийцев также распространяется оружие латенской культуры.
Фракийские копья и дротики мало отличаются от древнегреческих. Щиты были разнообразны: помимо щитов греческого типа, которые использовала в основном знать, у фракийцев были и свои щиты пельты. Они были луновидной формы — как правило, они представляли из себя деревянное переплетение, обтянутое кожей. С IV века до н. э., с кельтской экспансией, большую популярность среди фракийцев обретают прямоугольные щиты латенского типа.
Фракийская амуниция железного века по большей части является либо импортной, либо копией греческой. Наиболее распространены бронзовые кнемиды и панцири. Исключением являются фракийские шлемы, которые обычно представляют собой бронзовые головные уборы в виде колпака (фригийский колпак).

## Украшения
Украшения в начале раннего железного века (XII—VI вв до н. э.) были сделаны из бронзы, железа, серебра, янтаря и иногда золота. Характерны тяжелые браслеты с коническими концами и геометрическими орнаментами. Ожерелья включали бусины из янтаря, спирально скрученной проволоки или небольшого бронзового цилиндра. В качестве украшений для рук и волос использовались открытые браслеты с перекрывающимися спиральными клеммами или золотые кольцеобразные подвески.
В середине V века до н. э. фракийская ювелирная мода претерпела изменения. Увеличилось использование золота, появились новые виды серег, ожерелий и колец, распространились диадемы и пекторали. До середины III в до н. э. ювелирное искусство развивается в русле классической и затем эллинистической традиции, для которой характерно использование инкрустации, эмали и полихромии.
Примеры украшений фракийской традиции — серебряное украшение из Букьевци (V в до н. э.), кольцо и бусина-амулет из Големанита; серьги, подвеска в форме полумесяца и фибула из Копривца. Дальнейшее развитие ювелирной традиции можно наблюдать в украшениях с кладбищ Одессоса, Месамбрии и Аполлонии, около 250—150 гг.
Фракийцы развили оригинальную, эллиптическую форму фалер. Золотые нагрудные украшения считались символом социального различия во Фракии.
После середины III века ювелирная мода стала формироваться под влиянием латенской культуры, и была обусловлена растущим импортом латенских украшений, в первую очередь фибул. Сократилось использование золота.

## Искусство
Выдающимся примером раннего фракийского искусства является Вылчитранский клад. Он состоит из большой чаши для питья, чаши (кантарус) среднего размера и трех малых чаш той же формы,222 семи крышек и сосуда с тремя перегородками. Все они из чистого золота и вместе весят 12,5 кг.

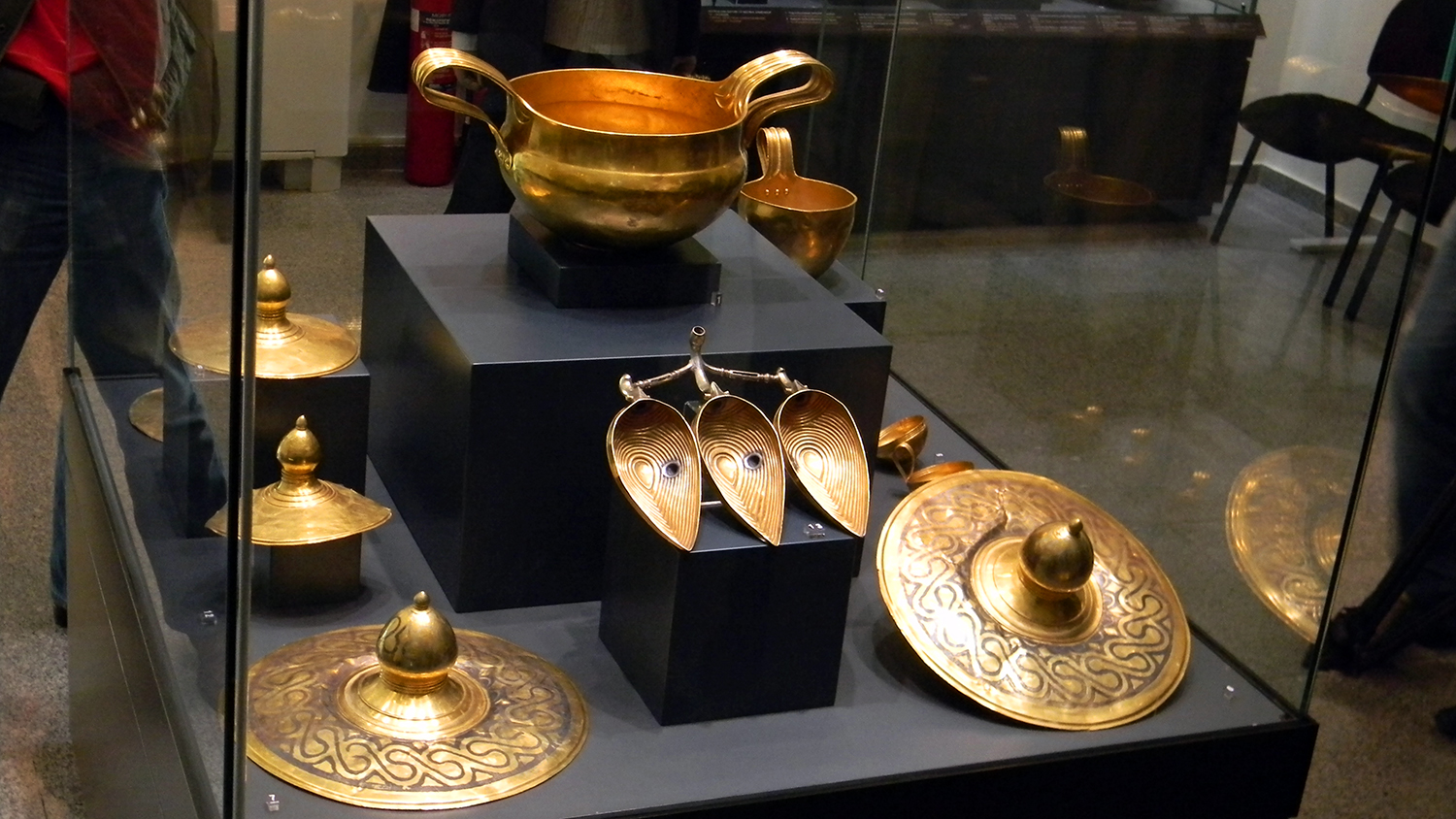
Valchitran-treasure

Украшения, амулеты, королевские эмблемы, культовые статуэтки, аппликации в конных изделиях выполнены из бронзы. Мотивы обычно представляют собой головы домашних животных, коз, птиц, лошадей и оленей. Декоративные узоры были простыми геометрическими: концентрические круги, ромбы и треугольники, точки и спирали. Одним из шедевров геометрического стиля является статуэтка оленя, найденная в городе Севлиево в Болгарии. Растущий роскошный образ жизни фракийской аристократии отражается в изменении материалов, используемых в искусстве. В V и особенно в IV веке до н. э. бронза была полностью заменена золотом и серебром.

На территории Фракии найдено более тридцати фиалов. Они могут быть как неглубокими так и глубокими, диаметр составляет от 5 до 30 см. Почти все них богато украшены: вертикальные бороздки, полосы цветов лотоса и пальметты, широкие листья, миндалевидные или чешуйчатые узоры и человеческие головы, (последние встречаются только в кладах Луковита и Панагюриште).

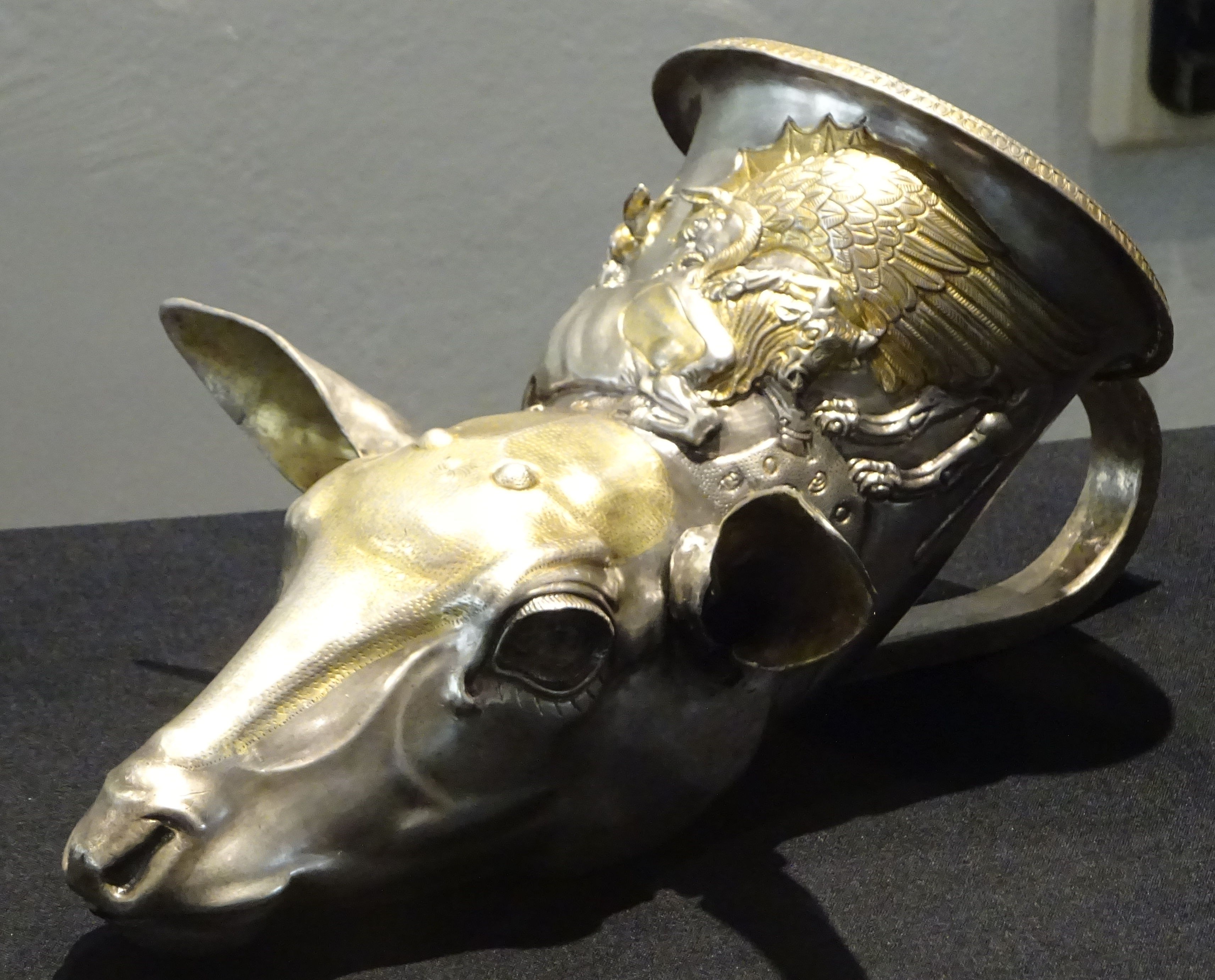
National Archaeological Museum, Bulgaria — Rhyton1

Распространены амфоры-ритоны, основанные на персидских прототипах. Ручки этих амфор были сделаны в форме животных или людей. Один из его самых ранних образцов был найден в некрополе Кукова Могила, расположенном недалеко от Дуванли. Фигуры и украшения показывают, что амфора была сделана в Иране и, вероятно, была предоставлена местному правителю Ахеменидским полководцем во время пребывания персов во Фракии.
Характерной фигурой фракийского искусства был конь, также часто встречаются медведи, орлы, волки и быки. Мифические существа, такие как львы и грифоны, заимствованы из персидского искусства. Как и в восточном искусстве, животные изображены рядом с Древом Жизни.
Примером монументальной росписи являются фрески в Казанлыкской Гробнице.

## Керамика
Основным материалом местного производства является глина с различными включениями, такими как органикап и кварц.
До VI в до н. э. лепная керамика остается преобладающей. Некоторые из находок наводят на мысль о существовании дальней торговли, как, например, восточно-греческие черепки птичьих чаш VII века из Копривлена и со стоянок в районе Ямбола на реке Тунджа.
Распространяются сосуды, украшенные в протогеометрическом или геометрическом стиле.
Круглая монохромная керамика — самая распространенная категория столовых изделий в древней Фракии. Традиционными формами фракийской керамической традиции являются:
- неглубокие и глубокие чаши с узкой или высокой ножкой и перевернутым ободком
- чаши с ручками по краю (леканы)
- кратеры с колоколообразным туловищем на низкой ножке, часто использовались в качестве урны.
- чаши с S-образным корпусом и одной ручкой, слегка приподнятой над ободком, особенно популярны с начала V века как в западнопонтийских колониях, так и во внутренней Фракии.

С V в до н. э. на территории Фракии появляются вазы греческого типа — с краснофигурной и чернофигурной росписью, либо полностью покрытые черной глазурью. Приобретают популярность килики.

## Эпиграфика
В течение архаического и классического периодов засвидетельствованы четыре различных алфавита с использованием греческих букв с другими характерными формами.

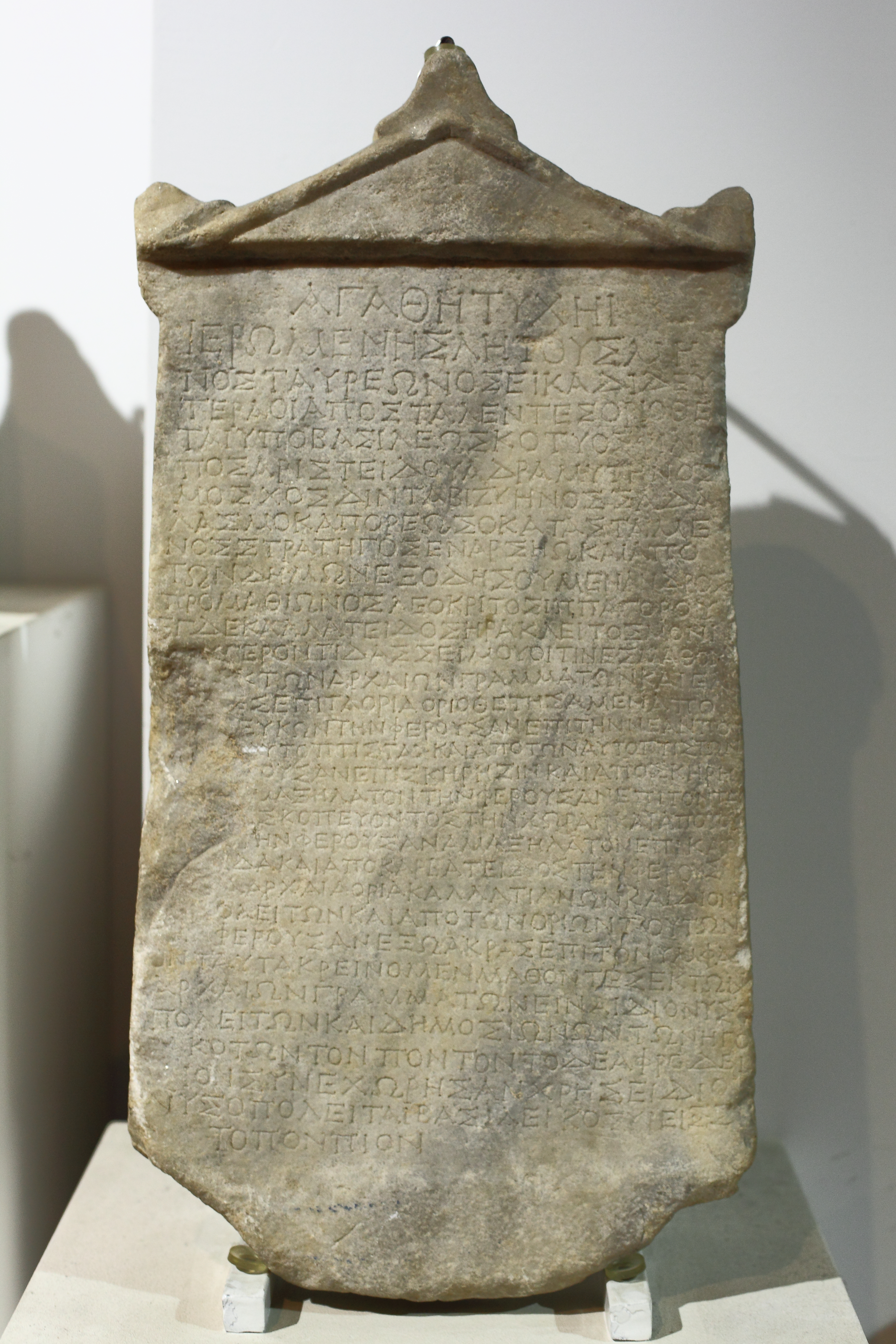
National Historical Museum of Bulgaria PD 2012 059

- 1. Алфавит используемый в эпитафии в Кьолмене
- 2. Алфавит в северной Эгейской зоне
- 3. Алфавит из Самофракии, датируемый IV в. до н. э.
- 4. Алфавит из Езерово-Дуванлий

В эллинистическое время фракийские алфавиты были вытеснены греческим, а позже латинским алфавитом.
Надписи были в основном распространены вдоль побережья Эгейского и Черного моря, где располагались греческие колонии, но ко II в. н. э. распространились также и во внутренней Фракии. Это связано с урбанизацией Фракии и нижней Мезии во времена Траяна.